# Naumburg an der Saale
Naumburg an der Saale, formellt Naumburg (Saale), är en stad i förbundslandet Sachsen-Anhalt i östra Tyskland, belägen 60 km sydväst om Leipzig. Naumburg är administrativ centralort i länet (Landkreis) Burgenlandkreis.  Staden är känd för sin vinodling och för sin världsarvsmärkta medeltida katedral, Naumburgs domkyrka.

## Geografi
Staden, som ligger vid floden Saale, är belägen cirka 60 km sydväst om Leipzig och cirka 30 km norr om Jena. Naumburg ligger i ett kulligt landskap, och har ett relativt milt klimat för centrala Tyskland. Staden är centrum för vindistriktet Saale-Unstrut, det nordligaste vindistriktet i Tyskland.

## Historia
Naumburg omnämns först år 1012, då markgreven Ekkehardt II av Meissen anlade en borg, Neue Burg, vid en bosättning vid korsningen mellan två viktiga handelsvägar på Via Regia. Här anlades också en kyrka på platsen för den nuvarande domkyrkan, och år 1028 godkände påven Johannes XIX att det regionala biskopssätet flyttade hit från Zeitz.
År 1030 grundades domkyrkoskolan, dagens Domgymnasium Naumburg, en av Tysklands äldsta skolor, till vars elever bland andra Friedrich Nietzsche hört.
Huvuddelen av dagens domkyrka byggdes under 1200-talet. Fram till 1500-talet, då Leipzigs blomstrande handel övertog stadens roll, var den en betydande handelsstad i mellersta Tyskland. I samband med reformationen avvecklades biskopsdömet och området tillföll kurfurstarna av Sachsen. Under perioden 1656–1718 var staden en del av det tyska hertigdömet Sachsen-Zeitz men återgick därefter till kurfurstendömet.  Efter Wienkongressen 1815 tillföll staden Preussen, där den blev en del av provinsen Sachsen. 1846 anslöts staden till järnvägsnätet genom byggandet av järnvägen Halle-Erfurt. Stadens industriella utveckling skedde dock i långsam takt.
Under andra världskriget bombades staden av amerikanska och brittiska bombplan 9–11 april 1945, då omkring 100 människor omkom och 700 hus förstördes.  Området besattes den 12 april av amerikanska trupper men lämnades enligt Jaltakonferensens beslut över till sovjetisk ockupation i juli samma år.
Många flyktingar från områdena öster om Oder kom till Naumburg efter kriget. Invånarantalet i staden nådde sin höjdpunkt omkring 1950 då cirka 40 000 personer bodde i staden. Under DDR-epoken tillhörde staden Bezirk Halle från 1953. Viktiga industrier i staden under denna tid var maskinbygge, läkemedel, metallindustri och skotillverkning.
Sedan 1990 ligger staden i den nybildade delstaten Sachsen-Anhalt och sedan 1994 i den då genom sammanslagning bildade Burgenlandkreis.

## Kultur och sevärdheter
Stadens främsta byggnadsminne och landmärke är Naumburger Dom, den senromanska katedralen för det medeltida biskopsdömet Naumburg. Katedralen upptogs i juli 2018 i Unesco:s världsarvslista.

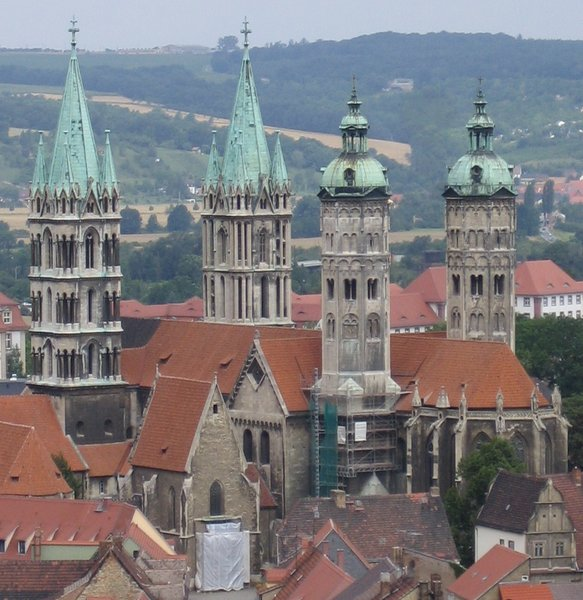
Domkyrkan i Naumburg
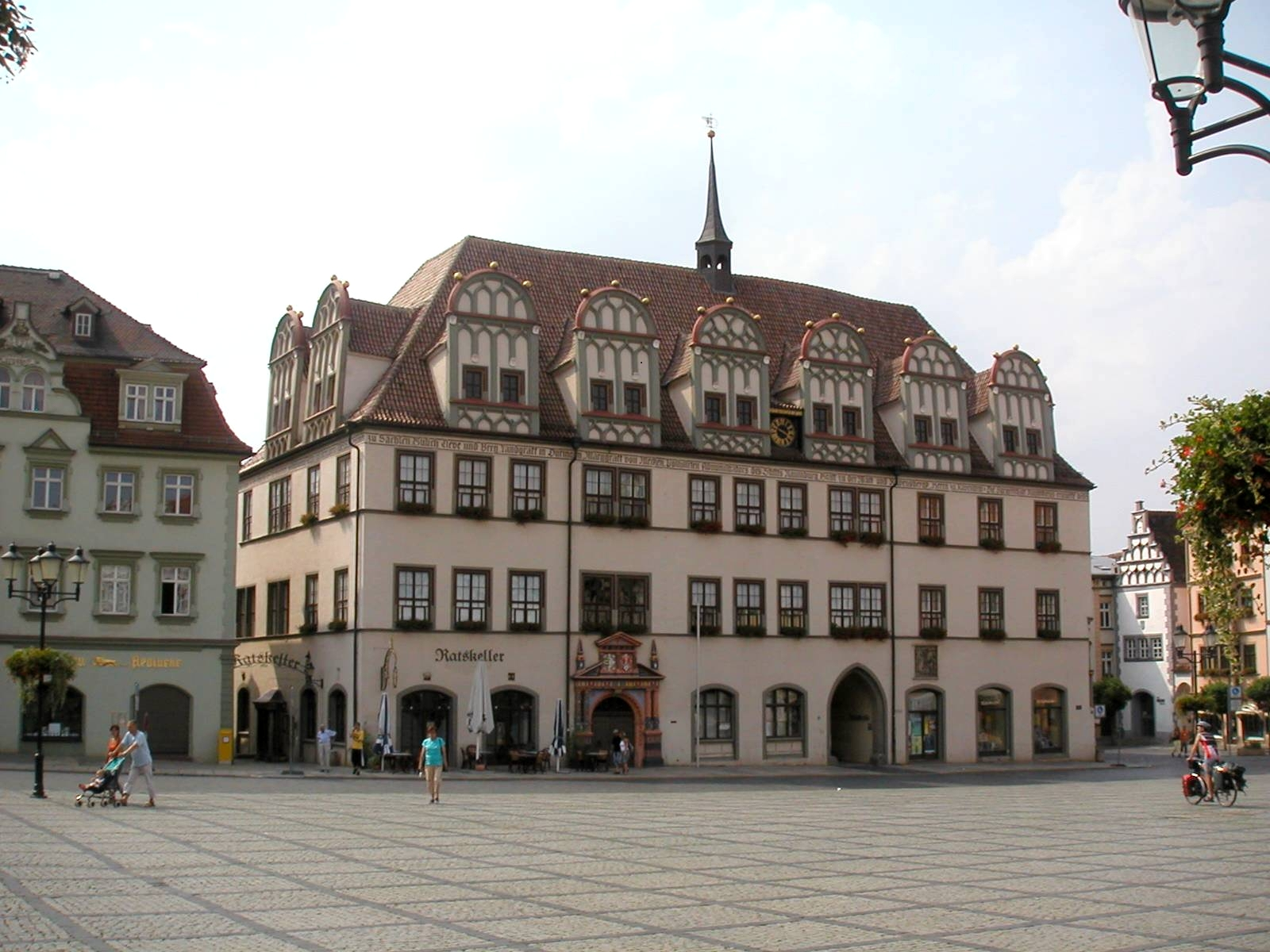
Rådhuset
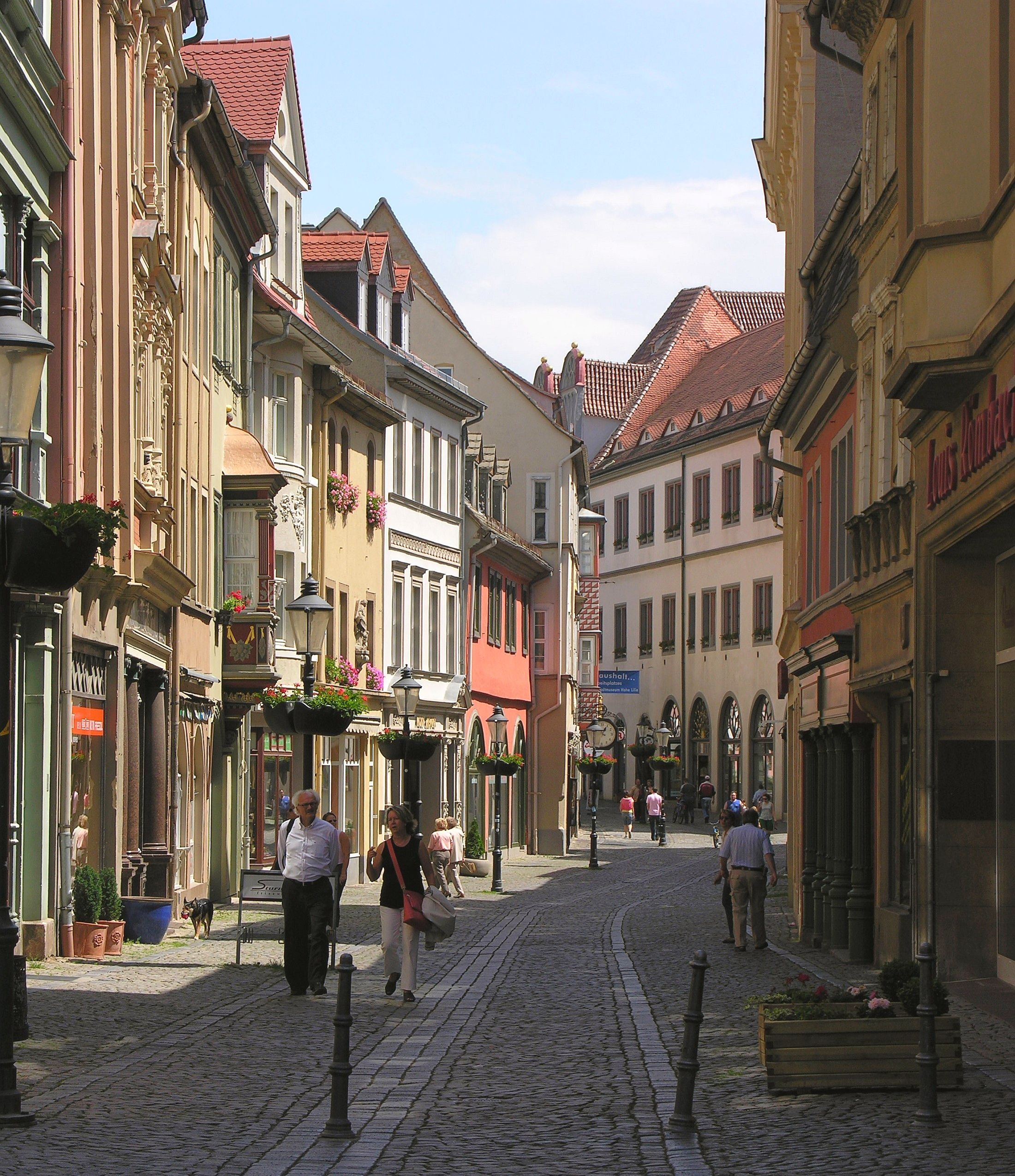
Gränd i stadens centrum

## Personer från Naumburg
Stadens mest berömde invånare är filosofen Friedrich Nietzsche (1844–1900), som bodde i Naumburg under större delen av sina uppväxtår.
- Johann Heinrich Acker (1647–1719), författare och teolog.
- Salomon Alberti (1540–1600), läkare.
- Johann Georg Albini den yngre (1659-1714), poet.
- Wolfgang Figulus (1525–1589), kantor och kompositör.
- Georg Franck von Franckenau (1644–1704), läkare och botaniker.
- Ellen Franz (1839–1923), sedermera Helene Freifrau von Heldburg, pianist och skådespelerska.
- Götz Friedrich (1930–2000), regissör.
- Karl August Förster (1784–1841), poet och översättare.
- Gustav von Gossler (1838–1902), preussisk minister.
- Johann Georg Graevius (1632–1703), klassisk filolog.
- Johann Gottfried Gruber (1774–1851), litteraturhistoriker.
- Kurt Hassert (1868–1947), geograf.
- Gottfried Heinsius (1709–1769), matematiker, geograf och astronom.
- Richard Heinze (1867–1929), klassisk filolog.
- Oskar Hergt (1869–1967), nationalkonservativ politiker, minister och jurist.
- Bruno Hildebrand (1812–1878), nationalekonom och politiker.
- Ernst Christoph Homburg (1605–1681), jurist och psalmdiktare.
- Hans-Valentin Hube (1890–1944), general.
- Karl Richard Lepsius (1810-1884), egyptolog och språkforskare.
- Christian Lobeck (1781–1860), klassisk filolog.
- Georg Lysthenius (1532–1596), luthersk teolog.
- Volkwin von Naumburg zu Winterstätten (död 1236), Herrenmeister (stormästare) av Svärdsriddarorden 1209–1236.
- Julius von Pflugk (1499–1564), siste katolske biskopen av Naumburg före reformationen.
- Bärbel Podeswa (född 1946), östtysk friidrottare och häcklöpare.
- Gottfried Wilhelm Sacer (1635–1699), författare, satiriker och psalmdiktare.
- Paul Schultze-Naumburg (1869–1949), nazistisk politiker, arkitekt och konstvetare.
- August Gottfried Schweitzer, (1788–1854), agronom.
- Friedrich Stapss (1792–1809), handlare, avrättad för attentatsförsök mot Napoleon.
- Botho Strauss (född 1944), dramatiker.
- Ernst Ludwig Taschenberg (1818–1898), entomolog.
- Johann Theile (1646–1724), kompositör och kapellmästare.
- Friedrich Uebelhoer (1893– omkr. 1945), nazistisk politiker, överborgmästare i Naumburg 1933–1939.
- Kurt Wachsmuth (1837–1905), filolog och antikhistoriker.
- Wilhelm Nichterlein (1886-1947), musiker och officer